# Йоанн Обіанг
Йоанн Серж Обіанг (фр. Johann Serge Obiang, нар. 5 липня 1993, Ле-Блан-Меніль, Франція) — габонський футболіст, захисник національної збірної Габону та клубу «Труа».

## Клубна кар'єра
У дорослому футболі дебютував 2012 року виступами за команду клубу «Шатору».
До складу клубу «Труа» приєднався 2016 року.

## Виступи за збірну
2014 року дебютував в офіційних матчах у складі національної збірної Габону.
У складі збірної був учасником Кубка африканських націй 2015 в Екваторіальній Гвінеї, Кубка африканських націй 2017 у Габоні.